# Twins (Berg)
Die Twins (dt. für „Zwillinge“; auch Gasherbrum Twins) sind zwei Gipfel (6912 m und 6877 m hoch) in der Gasherbrum-Gruppe im Karakorum.
Sie liegen auf einem Grat, der vom Gasherbrum VII in westlicher Richtung zum Concordiaplatz hin verläuft. Endpunkt dieses Grates ist ein namenloser Gipfel mit einer Höhe von 6446 m Höhe. Bisher sind die Twins noch unbestiegen.